# Campbell Mithun Tower
El Campbell Mithun Tower es un rascacielos de 42 pisos situado en el número 222 de la South 9th Street en Minneapolis, Minnesota. El edificio es usado para oficinas, restaurantes, negocios y ventas al por menor. 